# Le Débarquement du congrès de photographie à Lyon

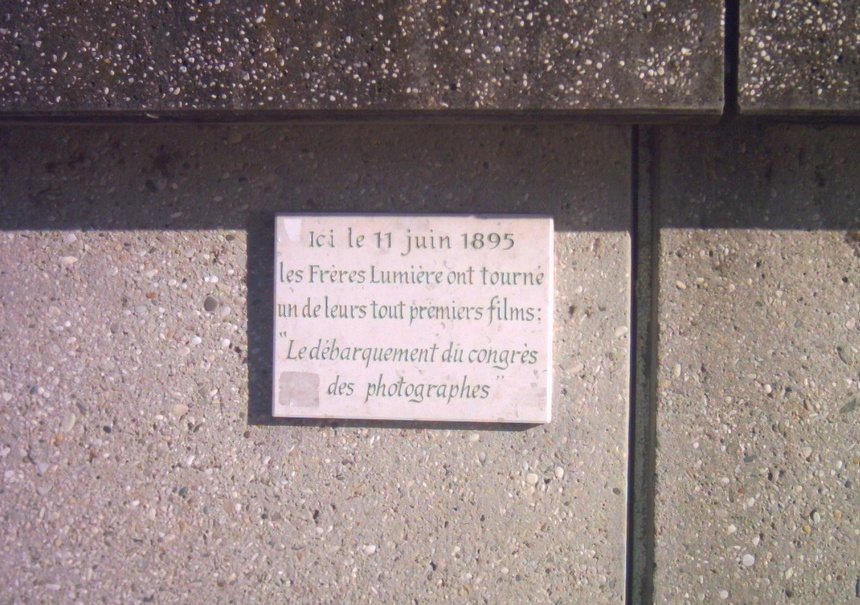
U místa natáčení je dnes pamětní deska.

Le Débarquement du congrès de photographie à Lyon, původně Le Débarquement des congressistes à Neuville, je francouzský krátký film z roku 1895. Režisérem je Louis Lumière (1864–1948). Film trvá necelou minutu.
Jedná se o jeden z prvních filmů Augusta a Louise Lumièrů. Film se natočil 11. června 1895 a o den později byl sjezdu fotografům v Lyonu představen. Široké veřejnosti byl promítnut až 28. prosince 1895 v Paříži. Film je považován za jeden z prvních zpravodajských filmů, protože zachycuje začátek skutečné kulturní události, nikoliv nějakou grotestní situaci, jak tomu bylo v té době zvykem.

## Děj
Film zachycuje účastníky sjezdu fotografické společnosti, jak vystupují z parníku v Lyonu. Jsou mezi nimi muži i ženy, kteří mají u sebe své fotoaparátické zařízení. Jeden z nich je tak upoután novým přístrojem Louise Lumièra, že se ho dokonce snaží vyfotit. Někteří ho poznávají, a tak před ním na znamení sundají svůj klobouk.
Ve filmu se objevil Auguste Lumière či Pierre Janssen.